# Australia i Oceania
Australia i Oceania (w wielu państwach nazwana po prostu Oceanią) – nazwa części świata, używana w polskim nazewnictwie geograficznym, a obejmująca wyspy Oceanu Spokojnego, czyli Oceanię i kontynent Australii. Obejmuje regiony: Australazję, Melanezję, Mikronezję i Polinezję. Na terenie Australii i Oceanii zamieszkuje 41 570 842 osób.
Pod względem politycznym obszar ten obejmuje państwo Australia wraz z przyległymi wyspami oraz państwa, terytoria i wyspiarskie fragmenty państw leżące geograficznie w Oceanii.

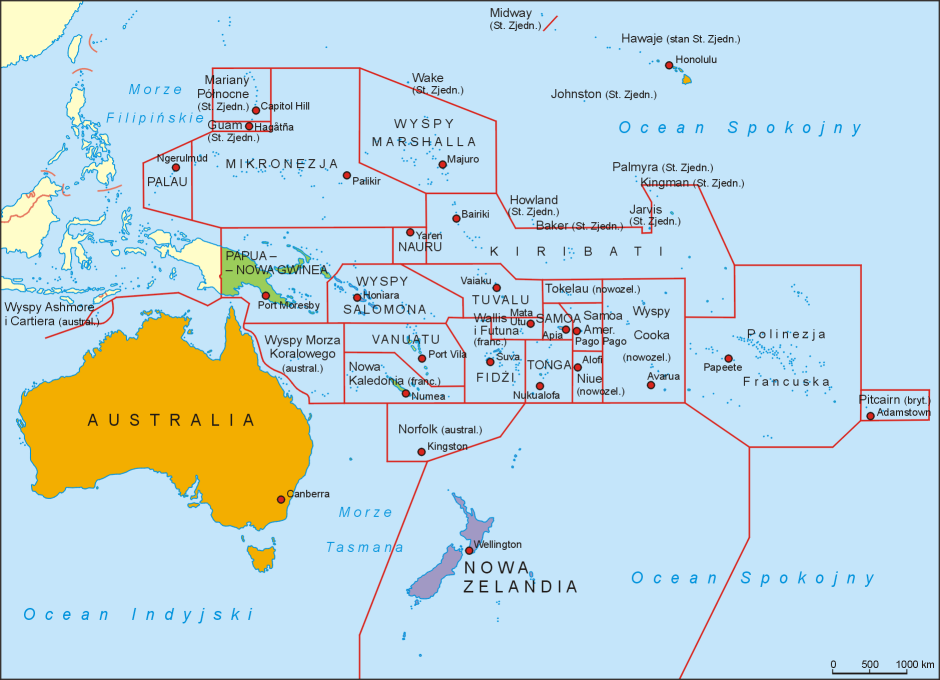
Mapa polityczna Australii i Oceanii